# Iapetos
Iapetos (græsk: Ἰαπετός) er en titan fra den græske mytologi. Han er søn af jordgudinden Gaia og himmelguden Uranos. Iapetos får sammen med okeaniden Klymene eller Asia sønnerne Atlas, Prometheus, Epimetheus og Menoitios. I andre fortællinger er han også far til Bufagos og Ankhiale.
Iapetos er som menneskehedens stamfader blevet sidestillet med Noas søn Jafet, baseret på ligheder i navnene og på gamle jødiske traditioner, der hævder, at Jafet er stamfar til de indoeuropæiske folk. Flere moderne teoretikere har også sammenlignet Iapetos med Jafet, heriblandt filologen Robert Graves og teologen John Pairman Brown. 1600-tals-teologen Matthew Poole observerede også visse ligheder mellem Jafet- og Iapetos-myterne. Iapetos betyder på græsk "den gennemborende".

## Mytologi
Iapetos er en af de titaner, som ifølge Homers Iliaden holdes indespærret i Tartaros sammen med Kronos. Han er bror til Kronos, som herskede over verden i den mytologiske guldalder. Hans navn er afledt af ordet iapeto, der betyder "sår" eller "at gennembore", hvilket sandsynligvis refererer til et spyd. Iapetos blev muligvis betragtet som gud for håndværk, selvom de fleste filologer beskriver ham som gud for dødelighed.
Iapetos er i de fleste fortællinger gift med Okeanos og Tethys' datter Klymene (følge Hesiod og Hyginus) eller Asia (ifølge Pseudo-Apollodoros).
I Værker og dage omtaler Hesiod Prometheus som "Iapetos' søn", men han nævner ingen mor. Ifølge Hesiods Theogonien er Iapetos dog gift med Klymene, som her omtales som Prometheus' mor. I Aischylos' stykke Prometheus i lænker er Prometheus imidlertid søn af gudinden Themis, men her nævnes omvendt ingen far. Horats bekræfter i en af sine oder, at Iapetos er Prometheus' far.
Iapetos' sønner blev i oldtidens Grækenland betragtet som menneskehedens stamfædre. Grækerne mente, at menneskets værste sider stammede fra disse fire guder. De fire sønner havde hver især haft en specifik karakterfejl, der havde ført til deres fald: Den udspekulerede og kloge Prometheus repræsenterede listig rænkesmedning, mens den ubehjælpsomme og troskyldige Epimetheus symboliserede uforstandighed. Den udholdende Atlas blev fældet af sin egen dumdristighed, mens den arrogante Menoitios blev straffet for sin ukontrollerede vrede.